# یان وریخ
یان وِریخ (چکی: Jan Werich؛ ۶ فوریهٔ ۱۹۰۵ – ۳۱ اکتبر ۱۹۸۰) هنرپیشه، خواننده، نویسنده، نمایش‌نامه‌نویس و فیلم‌نامه‌نویس اهل کشور چکسلواکی بود.
از فیلم‌هایی که وی در آن نقش داشته است می‌توان به ساعت بیست و پنج اشاره کرد.